# Johann Philipp Breyne
Johann Philipp Breyne (Gdańsk, 1680. augusztus 9. – Gdańsk, 1764. december 12.) holland-német, lengyel botanikus, paleontológus és zoológus.

## Életpályája
Johann Philipp Breyne Jakob Breyne fia volt. Apja halála után a Leideni Egyetemen tanult. Tanárai közé tartozott Govard Bidloo és Herman Boerhaave. Orvosi doktori címet szerzett 1699-ben.
1702 augusztusában tanárai ajánlóleveleivel Angliába utazott kilenc hónapos tanulmányútra. Ott kezdetben James Petiver fogadta, és hamarosan megismerkedett a Királyi Társaság más befolyásos tagjaival, például Hans Sloane-nal és John Rayjel.
1703 októberében egy angol fregatt fedélzetén érkezett Olaszországba. Padovában meglátogatta Antonio Vallisnerit. Bolognán keresztül Anconába utazott, ahol az Adriai-tenger partjainál tengeri állatokat gyűjtött. Ausztrián, Csehországon, Németországon és végül Hollandián keresztül 1704 végén tért vissza Gdanskba. Itt kezdetben orvosként praktizált, majd nem sokkal később feleségül vette Constantia Ludewigot. A házasságból hat gyermeke született.
A danzigi Langgasse-ban lévő házában, amely Jacob Theodor Klein közvetlen szomszédságában állt, más tudósokkal való csere útján kiterjedt természettudományi gyűjteményt hozott létre. Kertjében sokféle egzotikus növényt termesztett. Kertjét 1716-ban I. Péter cár és személyes orvosa, Robert Erskine is meglátogatta. Mivel Breyne gazdag volt, végre teljes egészében a természettudományoknak szentelhette magát.
Sokrétű érdeklődése műveiben is megmutatkozott. 1705-ben a Philosophical Transactions című folyóiratban rövid cikket publikált a Porphyrophora polonica nevű pikkelyes rovarról, amelyet a Valencia melletti spanyol tengerparton figyelt meg. 1731-ben terjedelmes publikációt szentelt a kis állatnak. 1725-ben egy borostyánba zárt növényi levélről számolt be. 1737-ben Hans Sloane-nal együtt publikált egy munkát a Szibériában feltárt mamutcsontokról.
Legfontosabb eredménye az apja által hátrahagyott Prodromi fasciculi rariorum plantarum primus et secundus... című mű befejezése volt, amelyen Gdanskba való visszatérésétől 1739-ig dolgozott.
Hans Sloane javaslatára 1703. április 21-én a Royal Society tagjává választották, és tagja volt még a Leopoldina (1715-től), az Académie des sciences (1715-től) és a Societas Litteraria (1720-tól), a gdanski Természettudományi Társulat elődjének, a Societas Litteraria-nak (1720-tól).
A Breyne család hagyatéka ma a Gothai Kutatókönyvtárban található.
Róla nevezték el a Nautiloidea állatcsaládba tartozó Lituites breynius kihalt fajt.
1764. december 12.-én hunyt el.

## Válogatott publikációi
- Dissertatio botanico-medica, de radice Gin-sem, seu Nisi, et Chrysamthemo bidente zeylanico Acmella dicto. Lugduni Batavorum 1700. Digitalisat Gallica
- De Plantis & Insectis Quibusdam Rarioribus in Hispania Observatis, In: Philosophical Transactions. 24. kötet, 2044–2055. oldal, 1704/1705
- Epistola D. J. Phil. Breynij, M. D. Gedanensis, & Reg. Societ. Lond. Sodal. ad D. Hans Sloane, M. D. Dictoe Societatis Secretarium; Varias Observationes Continens, in Itinere per Italiam Suscepto, Anno 1703. 17. kőtet, S. 447–459. oldal, 1710/1712
- Dissertatiuncula de Agno Vegetabili Scythico, Borametz Vulgo Dicto, In: Philosophical Transactions. 33. kőtet, 353–360. oldal, 1724/1725
- Observatio de Succinea Gleba, Plantae Cujusdam Folio Impraegnata, Rarissima, 34. kőtet, 154–156. oldal, 1725/1726
- Historia naturalis Cocci Radicum Tinctorii quod polonicum vulgo audit. Danzig 1731.
- Some Corrections and Amendments by J. P. Breynius, M.D. F.R.S. néhány javítása és kiegészítése az általa Coccus Radicumnak nevezett rovar nemzedékét illetően, annak 1731. évben nyomtatott természettörténetében...,..., In: Philosophical Transactions 37. kőtet, 444–447. oldal, 1731/1732
- A Letter from John Phil. Breyne, M. D. F. R. S. levelét Sir Hans Sloane, Bart. Pres. R. S. megfigyelésekkel és néhány Szibériában kiásott mamutcsont leírásával, amelyek bizonyítják, hogy elefántokhoz tartoztak, In: Philosophical Transactions 40. kőtet, 124–138. oldal, 1737
- Prodromi fasciculi rariorum plantarum primus et secundus… Danzig 1739 (Digitalisat) – Apja hagyatékából.
- Observatio de Immodico & Funesto Lapidum Cancrorum, Similiumque Terrestrium Absorbentium Usu, Indeque Ortis Calculis in Ventriculo & Renibus, In: Philosophical Transactions 41. kőtet, 557–559. oldal, 1739/1741 (Hans Sloane-nal)

## Fordítás
- Ez a szócikk részben vagy egészben  a   Johann Philipp Breyne című német Wikipédia-szócikk fordításán alapul.  Az eredeti cikk szerkesztőit annak laptörténete sorolja fel. Ez a jelzés csupán a megfogalmazás eredetét és a szerzői jogokat jelzi, nem szolgál a cikkben szereplő információk forrásmegjelöléseként.